# Ioan Ignatie Papp
Ioan Ignatie Papp, magyar forrásokban Papp Ignác János Pócsafalva, 1848. december 20. – Arad, 1925. január 21.) aradi román ortodox püspök.

## Élete
1848-ban született a Bihar vármegyei Pócsafalván. Gimnáziumi tanulmányait Belényesen végezte, Aradon teológiát tanult, majd a román ortodox egyház szolgálatába lépett hivatalnokként. Fiatalon kitűnt adminisztratív tehetségével. 1875-től az aradi szemináriumban tanított egyházi éneket, majd Ioan Mețianu püspök titkára lett. 1892-ben szentszéki egyházi előadóvá és címzetes esperessé nevezték ki. 1899-ben belépett a szerzetesi rendbe. Iosif Goldiș püspök halála után az aradi szentszék elnöke lett és így 1903-ban ő hívta össze a püspökválasztó zsinatot, ahol az aradi görögkeleti egyházmegye püspökévé választották. Megválasztását Ferenc József március 27-én erősítette meg. Méltóságánál fogva tagja volt a magyar főrendiháznak, ahol a közgazdasági és közlekedésügyi bizottság tagja lett. 1918. december 1-én részt vett a gyulafehérvári román nagygyűlésen, ahol az erdélyi románok kimondták Erdély Romániához való csatlakozását.

## Fordítás
Ez a szócikk részben vagy egészben  az   Ioan Ignatie Papp című román Wikipédia-szócikk fordításán alapul.  Az eredeti cikk szerkesztőit annak laptörténete sorolja fel. Ez a jelzés csupán a megfogalmazás eredetét és a szerzői jogokat jelzi, nem szolgál a cikkben szereplő információk forrásmegjelöléseként.